# مارگاریتا آلییچوک
مارگاریتا آلییچوک (به انگلیسی: Margarita Aliychuk) ژیمناست زادهٔ ۱۰ اوت ۱۹۹۰ میلادی اهل کشور روسیه است.